# Bakonya
Bakonya là một thị trấn thuộc hạt Baranya, Hungary. Thị trấn này có diện tích 15,07 km², dân số năm 2010 là 379 người, mật độ 25 người/km².